# Microsoft Flight Simulator 2.0
Microsoft Flight Simulator, communément appelé Microsoft Flight Simulator ou abrégé FS2, est jeu vidéo de simulation de vol. Il est sorti en 1984 pour l'IBM PC sous forme de disquette de démarrage.

## Histoire
En mai 1984, Microsoft a commercialisé la version 2 (v2.10) pour les IBM PC. Cette version a créé des améliorations à la version originale, comme les graphismes de meilleure qualité et d'une simulation plus précise en général. Cette version ajoute la possibilité de jouer avec un joystick ou une souris, ainsi qu'un support de moniteurs RGB (graphismes CGA à 4 couleurs) et composite et l'IBM PCjr
Le nouveau simulateur a étendu la couverture du paysage pour inclure un modèle entier des États-Unis, cependant, les aéroports restent limités aux mêmes zones que Microsoft Flight Simulator 1.0.
La version 2.10a, sortie en août 1984, a ajouté le support du PC AT et des corrections de bugs mineurs.
Les versions ultérieures (v2.11, non commercialisée et v2.12,, sortie en avril 1985) a réglé un problème d'absence de couleurs sur les graphismes du PCjr, en ajoutant le support des graphismes Hercules et EGA.
La version 2.13, sortie en août 1986, a ajouté le support pour l'IBM PC Convertible, les claviers améliorés, les disquettes de 3,5 pouces, MS-DOS 3.2 et les écrans LCD d'ordinateurs portables
La version 2.14, sortie en juin 1987 a amené le support pour l'IBM PS/2
Les deux prochaines années, la compatibilité avec les Scenery Disks de SubLogic arrive, ce qui couvre la totalité des États-Unis (en comptant Hawaii) et ajoute le Japon, et une partie de l'Europe.

## Réception
Jason Durbin du magazine PC World a déclaré pour la version 2.13 "pour les types timides qui ne voudraient pas se retrouver vivant ou mort à 10 000 pieds d'altitude, Microsoft Flight Simulator est un excellent moyen de profiter de la sensation d'un vol indirectement."
Dick Aarons du PC Magazine a déclaré "J'ai trouvé que le monde paisible à voler dans le simulateur de vol de Microsoft peut donner des heures de vol réalistes et amusantes.".
Microsoft Flight Simulator, Version 2.0 a été critiqué en 1989 dans le numéro 142 de la revue Dragon par Hartly, Patricia, et Kirk Lesser dans la colonne "The Role of Computers". Les critiques ont laissé une note de 5 étoiles sur 5 au jeu.

## Revues
- Tilt, Editions Mondiales, no 37, 27 décembre 1986 [texte intégral]